# Vielka Valenzuela
Vielka Verónica Valenzuela Lama (Concepción de la Vega, La Vega; 7 de noviembre de 1972) es una presentadora, actriz y exmodelo dominicana conocida por ser la ganadora del certamen de belleza Miss República Dominicana en su versión del año 1994, en representación de La Vega. Vielka trabajó en televisión en la República Dominicana antes de trasladarse a México, donde trabajó en varias telenovelas.
Ella fue conductora del programa de variedades Hoy en la temporada de 2007 a 2008, en la Elección de la Flor de Oro de la Feria Tabasco (2007) y ahora por conducir el programa Hoy Estrellas que se transmite en Estrella TV. 

## Miss Universo 1994
La representante de República Dominicana para Miss Universo 1994 realizado en el país de Filipinas, el 10 de mayo de 1994, donde 77 candidatas de diferentes delegaciones del Mundo concursaron por la corona de la puertorriqueña Dayanara Torres siendo electa la concursante de India, Sushmita Sen.
En el concurso preliminar obtuvo los siguientes puntajes:
- Traje de Baño -	8.24
- Traje de Gala - 8.70
- Entrevista - 8.29
- Promedio - 8.410

## Filmografía

### Telenovelas
- 2001 - Amigas y rivales - Cindy Julieta Torruco
- 2001 - Salomé - Yessica Solorzano
- 2002 - Vivan los niños - Valeria García
- 2004 - Corazones al límite - Marcela del Moral
- 2007 - Tormenta en el paraíso - Tania Méndez
- 2008 - Las tontas no van al cielo - Christinne Lovely

### Series
- 2005 - Vecinos - Sonia
- 2023 - Hotel VIP - Concursante[2]